# 三島村立三島竹島学園
三島村立三島竹島学園（みしまそんりつみしまたけしまがくえん）は、鹿児島県鹿児島郡三島村の東部、竹島にある村立の義務教育学校である。

## 概要
三島村の三島の東部に位置する竹島にある義務教育学校であり、小中併設校であった2012年12月25日現在で小学校の児童は7名、中学校の生徒は６名が在籍していた。また、しおかぜ留学制度があり、島外からの留学生を受け入れている。県内の公立高等学校のうち全日制普通科に設定されている学区の制限を受けない義務教育学校のひとつである。

## 沿革
- 1883年（明治16年） - 安永善右衛門が自宅を開放して私塾を始める[3]。
- 1930年（昭和5年） - 硫黄島尋常小学校竹島分教場を設置[4][5]。
- 1932年（昭和7年） - 高等科を設置[5]。
- 1935年（昭和10年） - 硫黄島青年学校竹島分教場を併設[5]。
- 1941年（昭和16年） - 国民学校令が施行され、硫黄島国民学校竹島分教場に改称[6]。
- 1947年（昭和22年） - 硫黄島小学校竹島分校に改称[6]。硫黄島中学校竹島分教場（但し1学期のみは本校で授業）が設置される[7]。
- 1948年（昭和23年） - 中学校の分教場が分校となり硫黄島中学校竹島分校となる[8]。
- 1949年（昭和24年） - 小学校が硫黄島小学校から独立し竹島小学校となる[6]。
- 1952年（昭和27年）2月10日 - トカラ列島の本土復帰に伴い、十島村（じっとうそん）の境界を北緯30度線（口之島を除く）以北に変更し、同時に村名を改称し三島村となる[9][10]。
- 1956年（昭和31年） - 中学校が硫黄島中学校から独立し竹島中学校となる[8]。
- 2020年（令和2年） - 三島村立竹島小中学校を廃止し、義務教育学校への移行に伴って三島村立三島竹島学園を設置[11]。

## 通学区域
- 三島村大字竹島の全域。

## 周辺
- 竹島簡易郵便局（旧・鹿児島中央郵便局竹島分室）
- 竹島港